# Friedrich Donenfeld
Friedrich Donenfeld  (* 17. Jänner 1912 in Wien, Österreich-Ungarn; † 20. März 1976 in Utrecht, Niederlande) war ein österreichischer Fußballspieler und -trainer. Der Stürmer war der letzte Nationalspieler in der Geschichte der Hakoah Wien und arbeitete später als Trainer unter anderem mit der kolumbianischen sowie der niederländischen Fußballnationalmannschaft.

## Spielerkarriere

### Verein
Friedrich Donenfeld begann seine Fußballkarriere bei Thalia Wien und wechselte 1930 zum professionellen Verein Hakoah in die zweite Liga. Mit den Krieauern gelang dem Stürmer der sofortige Aufstieg in die höchste österreichische Liga, wo er sich mit der Mannschaft in den folgenden Jahren auch festsetzten konnte. Im Jahre 1934 wurde er zudem von Hugo Meisl in die österreichische Fußballnationalmannschaft einberufen, in der er im Klassiker gegen Ungarn am 7. Oktober 1934 als Rechtsverbinder neben Matthias Sindelar zum Einsatz kam. Bereits zuvor absolvierte er drei Spiele in der B-Nationalmannschaft und vier Spiele in der Wiener Auswahl.
Nachdem Friedrich Donenfeld 1937 ein einjähriges Zwischenspiel bei Maccabi Tel Aviv eingelegt und mit den Israelis die Meisterschaft gewonnen hatte, ging er für mehrere Jahre nach Frankreich. Während des Zweiten Weltkrieges spielte er als Frédéric Donnenfeld für Olympique Marseille und Red Star Paris. Mit Marseille erreichte der Wiener Stürmer 1940 das französische Pokalfinale, unterlag im Prinzenparkstadion allerdings dem RC Paris mit 2:1. Mit Rudi Hiden, Gustl Jordan, Heinrich Hiltl und Edmund Weiskopf standen ihm im Finalspiel gleich vier ausgewanderte Österreicher gegenüber. Mit Fortdauer des Zweiten Weltkrieges engagierte er sich in der Résistance und arbeitete gegen Kriegsende als Nachrichtenmann der Briten in der Normandie.

### Nationalmannschaft
Am 7. Oktober 1934 kam Donenfeld gegen Ungarn zu seinem einzigen Einsatz im Dress der österreichischen Nationalmannschaft.

## Erfolge als Spieler
- 1 × Österreichischer Zweitligameister: 1931
- 1 × Meisterschaft von Palästina: 1937
- 1 × Französischer Pokalfinalist: 1940

## Trainerkarriere
Nach Kriegsende spielte er zunächst für Maccabi Paris. Später zog es den Wiener nach Kolumbien, wo er eine wichtige Rolle im dortigen Fußballsport einnahm. So half Federico Donnenfeld, wie er sich nun nannte, beim Aufbau der professionellen Fußball-Liga, die 1948 den Spielbetrieb aufnahm. 1949 betreute er als Trainer die kolumbianische Fußballnationalmannschaft bei der Südamerikameisterschaft, belegte beim Turnier in Brasilien aber nur den achten und letzten Platz. In Barranquilla saß er 1949 auf der Trainerbank von Deportivo und von 1951 bis 1953 Atlético Junior.
Neben Kolumbien machte sich Friedrich Donnenfeld auch um den Fußballsport in den Niederlanden verdient. Gleich zwei Mal übernahm er für kurze Perioden die Betreuung der niederländischen Fußballnationalmannschaft als Bondscoach, wobei er in Max Merkel, Heinrich „Wudi“ Müller und Ernst Happel später drei österreichische Nachfolger fand. Als Vereinstrainer trat er unter anderem für Fortuna '54, wo er 1957 Vizemeister und Pokalsieger wurde, MVV Maastricht, FC Twente Enschede, DHC Delft und ADO Den Haag auf.

### Bilanz als Nationaltrainer der Niederlande
|                                       | Amtszeit | S         | G – U – V |
| 13. März 1955                         | 1        | 0 – 1 – 0 |           |
| 15. September 1956 – 4. November 1956 | 3        | 2 – 1 – 0 |           |
| Alle Zeiten                           | 4        | 2 – 2 – 0 |           |

Quelle: rsssf.org